# Microtropesa latigena
Microtropesa latigena är en tvåvingeart som beskrevs av Paramonov 1951. Microtropesa latigena ingår i släktet Microtropesa och familjen parasitflugor. Inga underarter finns listade i Catalogue of Life.